# سد وئولی
سد وئولی (به لاتین: Voëlvlei Dam) یک سد در آفریقای جنوبی است که در آفریقای جنوبی واقع شده‌است.